# Nemanja Ilić
Nemanja Ilić, cyr. Немања Илић (ur. 11 maja 1990 w Belgradzie) – serbski piłkarz ręczny, lewoskrzydłowy, od 2013 zawodnik Fenix Toulouse.

## Kariera sportowa
W latach 2010–2013 był graczem Partizana Belgrad, z którym zdobył dwa mistrzostwa Serbii (2010/2011, 2011/2012) i dwa Puchary Serbii (2011/2012, 2012/2013). W barwach stołecznego klubu występował w sezonach 2011/2012 i 2012/2013 w Lidze Mistrzów, w której rzucił 61 bramek w 20 meczach.
W 2013 przeszedł do Fenix Toulouse. W debiutanckim sezonie 2013/2014 we francuskiej ekstraklasie rozegrał 26 spotkań i zdobył 132 gole. W kolejnych sezonach dwukrotnie znalazł się na podium klasyfikacji najlepszych strzelców ligi – w sezonie 2015/2016 z dorobkiem 155 bramek w 24 meczach zajął 3. miejsce, a w sezonie 2017/2018 z dorobkiem 146 goli w 26 meczach uplasował się na 2. pozycji.
Wystąpił w mistrzostwach Europy U-18 w Czechach (2008) i mistrzostwach Europy U-20 na Słowacji. W 2011 wziął udział w mistrzostwach świata U-21 w Grecji, w których rozegrał siedem meczów i zdobył 28 goli. Z seniorską reprezentacją Serbii uczestniczył w: mistrzostwach świata w Hiszpanii (2013) oraz w Danii i Niemczech (2019), a także w mistrzostwach Europy w Danii (2014) oraz w Chorwacji (2018; w sześciu meczach zdobył 18 goli, będąc trzecim strzelcem reprezentacji).

## Sukcesy
Partizan Belgrad
- Mistrzostwo Serbii: 2010/2011, 2011/2012
- Puchar Serbii: 2011/2012, 2012/2013

Indywidualne
- 2. miejsce w klasyfikacji najlepszych strzelców Division 1: 2017/2018 (146 bramek; Fenix Toulouse)
- 3. miejsce w klasyfikacji najlepszych strzelców Division 1: 2015/2016 (155 bramek; Fenix Toulouse)

## Statystyki
| Fenix Toulouse           | Division 1 | 2013/2014 | 26  | 132 | 5,1 |
| Fenix Toulouse           | Division 1 | 2014/2015 | 26  | 127 | 4,9 |
| Fenix Toulouse           | Division 1 | 2015/2016 | 24  | 155 | 6,5 |
| Fenix Toulouse           | Division 1 | 2016/2017 | 26  | 130 | 5   |
| Fenix Toulouse           | Division 1 | 2017/2018 | 26  | 146 | 5,6 |
| Fenix Toulouse           | Division 1 | 2018/2019 | 13  | 72  | 5,5 |
| Razem                    | Razem      | Razem     | 141 | 762 | 5,4 |
| Stan na 12 stycznia 2019 |            |           |     |     |     |